# Machine Shop Recordings
Machine Shop Recordings — американский лейбл звукозаписи, основанный участниками группы Linkin Park Брэдом Делсоном и Майком Шинодой. Первоначально лейбл был известен как «The Shinoda Imprint», названный в честь Майка Шиноды, но был переименован в 2002 году, когда другие члены «Linkin Park» стали более вовлечёнными в проект. Майк Шинода и Брэд Делсон управляют лейблом как продюсеры и подписаны на него как артисты.

## Артисты лейбла
Артисты, частично подписанные на лейбл:
- Linkin Park
- No Consequence
- LNDN

Артисты, ранее выпускавшиеся на лейбле:
- Fort Minor
- Styles of Beyond
- Скайлар Грей (раньше известная как Холли Брук)
- Simplistic
- The Rosewood Fall (проект прекратил существование)
- No Warning (проект прекратил существование)

## Заморозка проекта
Майк Шинода заявил в своём блоге, что с января 2009 года деятельность Machine Shop Recordings будет приостановлена из-за разногласий между лейблом и компанией-учредителем Warner Bros. 23 мая 2010 Шинода заявил, что вероятен новый релиз и предположительно он выйдет в Великобритании.